# 12848 Agostino
12848 Agostino è un asteroide della fascia principale. Scoperto nel 1997, presenta un'orbita caratterizzata da un semiasse maggiore pari a 2,6025470 UA e da un'eccentricità di 0,0956233, inclinata di 15,06591° rispetto all'eclittica.
L'asteroide è dedicato ad Agostino Boattini, padre dello scopritore.